# Helius (Helius) perpallidus
Helius (Helius) perpallidus is een tweevleugelige uit de familie steltmuggen (Limoniidae). De soort komt voor in het Neotropisch gebied.